# المسيحية في شبه الجزيرة العربية قبل الإسلام
كانت المسيحية إحدى الديانات التوحيدية في شبه الجزيرة العربية قبل الإسلام، خاصةً النسطورية. كان للمسيحية حضور كبير في شبه الجزيرة العربية بحلول القرن الخامس الميلادي، مع وجود مجتمعات بارزة تقع في نجران وشرق شبه الجزيرة العربية (إقليم البحرين الكبير). قامت المجتمعات المسيحية المنظمة في الجزيرة العربية ببناء الكنائس والأديرة والمزارات. وقد أتاحت هذه المباني للزعماء المسيحيين إظهار أعمال الخير، والتواصل مع السكان المحليين، والعمل نقطة لقاء للمسؤولين ونقطة اتصال مع المسيحيين البيزنطيين (الروم).
في وقت مبكر، تأسست المجتمعات المسيحية حول شبه الجزيرة. خلال العصور القديمة المتأخرة، خضعت الجزيرة العربية لعملية التنصير التي قادها المبشرون المسيحيون الشاميون من الشمال وجنوب شبه الجزيرة العربية بعد نجاح غزو أكسوميت لحمير. يحتوي الأدب المسيحي البيزنطي على العديد من الروايات عن المجتمعات العربية التي تحولت إلى المسيحية. ما يحدث عادةً في هذه القصص هو أن المجتمع العربي يتفاعل مع راهب (أو نوع آخر من الرجال المقدسين). وبعد ذلك بفترة وجيزة، تنبذ الجماعة الشرك وعبادة الأصنام. وأخيرا تُبنى الكنيسة. ومن أمثلة المبشرين الذين ورد ذكرهم في هذه القصص: أحوديم [الإنجليزية] (توفي عام 575)، وأوثيميوس الكبير (توفي عام 473)، وسمعان العمودي (توفي عام 459)، وهذه الأحداث التي أدت إلى بناء ضريح القديس سرجيوس في الرصافة برعاية المنذر الثالث، زعيم قبيلة الغساسنة. والأغلبية الساحقة من هذه الروايات تأتي من نصوص من سورية والعراق وإقليم البحرين.
ومن المعروف أيضًا أن المسيحية في شبه الجزيرة العربية قبل الإسلام كانت معروفة من خلال الإشارات المنتظمة للمجتمعات المسيحية في القرآن الكريم ومن خلال الأدلة المستمدة من عدد متزايد من النقوش العربية المعروفة قبل الإسلام ، مثل نقوش الحمى العربية القديمة.

## شمال الجزيرة العربية

### في الأدب
وفقًا لعالم اللاهوت جيروم في القرن الرابع في كتابه حياة القديس هيلاريون (16.1-12)، ساعد القديس هيلاريون في تحويل العرب إلى المسيحية في الخلوص [الإنجليزية]، وهي مدينة تقع جنوب غرب البحر الميت. وهناك التقى بالعرب المخلصين للإلهة فينوس. وقيل إنه حرر العديد من أعضائهم من مس الشياطين، وبعد ذلك بدأوا يتوافدون إليه، طالبين البركة. فتوقفوا عن عبادة الأصنام، وساعد في وضع الخطط لبناء كنيسة قبل مغادرته.
وفقًا لكتاب حياة يثيميوس الذي كتبه كيرلس ثسيولوس [الإنجليزية] ، فقد اقترب أسبيبيتوس، وهو عربي ينتمي إلى الجيش الفارسي، من رئيس دير اليهود يوثيميوس الكبير لعلاج مرض ابنه. وبعد شفائه، اعتنق المسيحية وانضم إلى الرومان مع عشيرته.
ويقال إن شخصية أخرى، وهي أحوديمة، كانت "تزور جميع معسكرات العرب، وترشدهم وتعلمهم في العديد من الخطب... وتؤسس في كل قبيلة كاهنًا وشماسًا... وتؤسس الكنائس وتسميها بأسماء زعماء القبائل".
رسالة رؤساء المتوحدين التي يرجع تاريخها إلى عام 569/570، والتي كتبت باللغة اليونانية ولكنها محفوظة باللغة السريانية، توضح وجود وتوزيع الكراسي الأسقفية من خلال توقيع 137، وكان رئيس الموحدين عليها من مقاطعة شبه الجزيرة العربية الرومانية (البتراء).

### في المصادر الكتابية
تشمل النقوش العربية القديمة المسيحية التي يمكن التعرف عليها من هذه المنطقة نقش جبل أسيس، ونقش حران، ونقش زبد، ونقش أم الجمال الذي يعود إلى القرن السادس. وقد تم اكتشاف الأخير على قاعدة أعمدة لوح بازلتي في الجزء الشمالي من الكنيسة المزدوجة (اسم أطلقه المنقبون على الكنيسة) في موقع أم الجمال .
وفي عام 2021، تم أول اكتشاف لنقش مسيحي بالخط الصفائي يعود تاريخه على الأرجح إلى القرن الرابع الميلادي. يستدعي هذا النقش مساعد ليسوع لمساعدة خال كاتب النقش. كما أنها تستخدم الصيغة عيسى لأول مرة (وليس يسوع)، وتشبه شكلها المستخدم في ترجمات القرآن الكريم والإسلام.
بعثة أثرية فرنسية سعودية  اكتشفت دير في شمال غرب شبه الجزيرة العربية، في موقع كيلوة في منطقة تبوك بالمملكة العربية السعودية. وهو مخصص لتكريم القديسة تقلا، تلميذة بولس الرسول. ومن المرجح أن إنشاء هذا الدير يعود إلى فترة ما قبل الإسلام، ووجوده في البيئة الصحراوية القاحلة هو مؤشر على اعتناق القبائل العربية البدوية للإسلام الذي كان قد حدث بالفعل في ذلك الوقت.

### القبائل المسيحية
تحولت عدة قبائل إلى المسيحية بين القرنين الرابع والسادس.
حوالي عام 400، ذكر المؤرخ سوزومين أن زوكوموس ، زعيم بني سليح (الاتحاد العربي المهيمن في الإمبراطورية البيزنطية في القرن الخامس) قد اعتنق المسيحية. كان الغساسنة الذين أسسوا مملكة في بلاد الشام وشمال الجزيرة العربية، قد اعتنقوا المسيحية في عهد زعيمهم الحارث بن جبلة (حكم من 528 إلى 569). ويصف يوحنا الأفسسي الحارث بأنه لعب دورًا في تعيين أسقفين هما يعقوب البرادعي وثيودور، وقد وُصف الأخير بأنه أسقف "حرطة تايياي" (معسكر السراسنة). علاوة على ذلك، قيل إن الحارث مارس السلطة في البلدان الجنوبية والشرقية وفي كامل الصحراء وفي الجزيرة العربية وكل فلسطين (من المرجح أن الإشارة إلى الجزيرة العربية كانت إشارة إلى الجزيرة العربية البتراء). أصبح الغساسنة من بين الرعاة البارزين للميافيزيين وأصبحوا رعاة لعبادة الشهيد القديس سرجيوس، والتي جذبت العرب بشدة. وبدوره، أبدى زعماء الميافسيين اهتمامًا كبيرًا بإرسال البعثات إلى شبه الجزيرة العربية. وتشير الأدلة الكتابية أيضًا إلى أنهم قاموا برعاية ضريح القديس سرجيوس والكنيسة في الرصافة، على الأرجح أثناء قيادة المنذر، بالإضافة إلى مجمع مكون من ثلاث كنائس في نتل ، بالقرب من مادبا. ترتبط المسيحية السريانية  والغساسنة بثلاثة نقوش عربية قديمة معروفة من سوريا، بما في ذلك نقش جبل سيس، ونقش حران، ونقش زبد؛ وعلى وجه الخصوص، يقع نقش زبد في مقبرة الشهداء في كنيسة القديس سرجيوس. وقد تم العثور على العديد من النقوش الأخرى في مقبرة الشهداء التي كان رعاتها يحملون أسماء عربية، بما في ذلك اثنان يعود تاريخهما إلى القرن الخامس من موقع خناصر في شمال سوريا، مما يوثق وجودًا عربيًّا مسيحيًّا في سوريا قبل الإسلام.
اعتنقت قبيلة المناذرة المسيحية في عهد آخر ملوكها من سلالة بني نصر، النعمان الثالث. بالإضافة إلى ذلك، هناك أدلة تشهد على اعتناق قبيلتي تغلب وتنوخ للمسيحية؛ ولكن يبدو أن هذا الاعتناق كان جزئيًّا ولم يتبعه أغلب السكان.

## جنوب شبه الجزيرة العربية

### الجهود التبشيرية المبكرة
وفقًا للمؤرخ اليوناني فيلوستورجيوس (توفي عام 439) في كتابه التاريخ الكنسي 3.4، أرسل قسطنطيوس الثاني ، خليفة قسطنطين الكبير، أسقفًا آريوسيًا يُعرف باسم ثيوفيلوس الهندي (المعروف أيضًا باسم "ثيوفيلوس اليمني") إلى ثاران يوحنام، ملك مملكة حمير العربية الجنوبية آنذاك لتحويل الناس إلى المسيحية. وبحسب التقرير، نجح ثيوفيلوس في إنشاء ثلاث كنائس، إحداها في العاصمة ظفر. منذ القرنين الخامس والسادس، أظهرت كنيسة الميافسيين اهتمامًا كبيرًا بتوسيع النشاط التبشيري في مملكة حمير.

### نجران
وقد أُنتجَت العديد من الروايات لشرح كيف دخلت المسيحية إلى نجران. وبحسب ابن إسحاق، فقد دخلَت من خلال معجزة قام بها راهب مسيحي يدعى إيفيميوس. ويزعم الطبري أيضًا أن إيفيميوس كان مسؤولًا عن اعتنقاهم للمسيحية، على الرغم من أنه يقدم قصة مختلفة حول كيفية قيام إيفيميوس بإدخال الدين. بحسب المصادر النسطورية، تم إدخال المسيحية عن طريق تاجر يدعى حنان الذي بدأ بتحويل عائلته، ثم بقية السكان.
نشأت جماعة مسيحية كبيرة في مدينة نجران بين القرنين الرابع والسادس. كما عُثر على نقش يوناني، من المحتمل أن يكون مسيحيًا، شمال نجران مكتوب عليه "يا رب، احمني". وفي الآونة الأخيرة، تم اكتشاف عدد كبير من النقوش بالقرب من نجران خلال العقد الأول من القرن الحادي والعشرين - وقد نُشروا في عام 2014 - والمعروفة باسم نقوش حمى القديمة العربية، والتي تحتوي العديد منها على أيقونات مسيحية، بما في ذلك الصلبان الكبيرة والمزخرفة، مما يوحي للمجتمع المسيحي البارز في المنطقة الذي أنتجها. على سبيل المثال، يحتوي أحد النقوش على صليب ويصف شخصية تدعى "عبد المسيح" (خادم المسيح). كان المجتمع المسيحي في نجران مرتبطًا أيضًا بالمسيحية السريانية، وكان بعض رجال الدين الموجودين في نجران يتلقون تدريبًا في الأديرة السريانية.

#### مذبحة الطائفة المسيحية
حوالي عام 500، غزت مملكة أكسوم شبه الجزيرة العربية، وأطاحت بالملك الحميري، ووضعت في مكانه ملكًا اعتنق اليهودية اسمه ذي نواس، وفرضها على الشعب. واصل ذو نواس محاولته لمحاربة النفوذ المسيحي القادم من مملكة أكسوم عسكريًا وقام بمذبحة للمجتمع المسيحي في نجران وهو ما وُثِّق ه جزئيًا في نقش كتبه سرحان يعقوب (قائد جيش يوسف)، عام 1028، والذي يصف حرق كنيسة ومذبحة الأحباش (المسيحيين الإثيوبيين)، التي أسفرت عن مقتل الآلاف وأسرهم. وقد نُوقشَت هذه الأحداث أيضًا في العديد من المصادر المسيحية المعاصرة: في كتابات بروكوبيوس، وكوزماس إنديكوبليستس، ويوحنا مالاس [الإنجليزية]، ويعقوب السروجي. أرسل يعقوب رسالة تعزية إلى مسيحيي نجران في زمن اضطهادهم، بعنوان رسالة للحميريين. وقد روى يوحنا الأفسسي رسالة من معاصر آخر، هو مار سمعان، موجهة إلى رئيس الدير فون جابولا بشأن الأحداث. بالإضافة إلى ذلك، قام مؤلف مجهول بإنتاج كتاب الحميريين، وهو كتاب سرياني يعود إلى القرن السادس يروي اضطهاد واستشهاد المسيحيين في نجران. وقد أدت مذبحة هذا المجتمع المسيحي إلى غزو المملكة المسيحية القريبة في إثيوبيا، مما أدى إلى غزو معاكس لحمير في عام 525 ونهاية القيادة اليهودية في جنوب شبه الجزيرة العربية وبداية الحكم المسيحي. تولى سميفع أشوع السلطة، ولكن سرعان ما أطاح به منافسه أبرهة، مما أدى إلى بدء فترة من الحكم المسيحي الإثيوبي على جنوب شبه الجزيرة العربية في عام 530.
ظلت المسيحية موجودة في نجران حتى العصر الإسلامي. ويقال إن النبي محمد أرسل وفدًا إلى المجتمع المسيحي في نجران، وهناك أسطورة تزعم أن الخليفة عمر طرد المسيحيين من نجران. وبحسب الرحالة ابن المجاور (ت. 1292م)، فإن المسيحية ظلت موجودة في نجران حتى القرن الثالث عشر.

### الحكم المسيحي
خلال الفترة المسيحية الإثيوبية، يبدو أن المسيحية أصبحت الدين الرسمي. وبدأ بناء العديد من الكنائس. على سبيل المثال، يصف النقش RIÉ 191، الذي تم اكتشافه في أكسوم، بناء كنيسة قبالة سواحل اليمن. يذكر نقش سد مأرب من عام 548 قسيسًا وديرًا ورئيسًا لذلك الدير. وكما هو الحال في الفترة الحميرية، لا تزال النقوش المسيحية تشير إلى الإله التوحيدي باستخدام اسم رحمانان ، ولكن الآن تصاحب هذه النقوش صلبان وإشارات إلى المسيح باعتباره المسيح والروح القدس مثل الموجود في نقش واحد (تالف)، هو Ist 7608 bis. ويوجد نقش موسع آخر، (النقش جيه 541) ، يوثق رعاية أبرهة لبناء كنيسة في مأرب، بالإضافة إلى استحضارالمسيح، والروح، والاحتفالات التي أقامها كاهن في كنيسة أخرى. احتفل أبرهة ببناء السد بإقامة القداس في كنيسة المدينة، ودعا سفراء من روما وفارس. وينسب التأريخ الإسلامي اللاحق أيضًا إلى أبرهة بناء كنيسة في صنعاء. وقد زعم كريستيان روبن أن نقوش أبرهة تحمل معلومات منخفضة نسبيًا عن المسيح، وربما كان المقصود منها تهدئة السكان اليهود، وأن صيغها تشبه أوصاف عيسى في القرآن. (نقش جبل ضبوب هو نقش مسيحي آخر من جنوب شبه الجزيرة العربية يعود تاريخه إلى القرن السادس ويحتوي على نسخة ما قبل الإسلام من البسملة.) في حين أن سلف أبرهة أشار بشكل أكثر وضوحًا إلى عيسى باعتباره ابن الرحمن و"المنتصر" (يتوافق مع الوصف الأكسومي تحت حكم كالب من أكسوم)، واستخدم صيغ الثالوث. بدأ أبرهة في وصف عيسى فقط بأنه "المسيح" (ولكن ليس الابن)، وفي محاذاة نفسه بشكل أوثق مع المسيحية السريانية، استبدل مسيحي أكسوم الألفاظ بكلمات مستعارة من السريانية. ومع ذلك، فقد رفض البعض هذه الأطروحة، على أساس العدد القليل من النقوش التي تستند إليها وعدم احتمالية أن أي طائفة مسيحية من القرن السادس أو السابع، وخاصة تلك التي استخدمت الأدب الكتابي، كانت لترفض بنوة عيسى من الرب، خاصةً الأوساط البحثية المسيحية. إن استخدام عبارة "الرحمن وابنه المسيح الفاتح" في النقوش من هذا الوقت يرجع إلى استخدام الكلمة المستعارة من اللغة السريانية "مسيح". وعلى نطاق أوسع، كان انفصال حمير أبرهة عن مملكة الأكوميين يتوافق مع توافقها الأكبر مع المسيحية التي اعتنقتها أنطاكية والشام. اختفت النقوش من هذه المنطقة بعد عام 560. كان من المفترض أن يمتد نفوذ أبرهة إلى المناطق التي غزاها، بما في ذلك مناطق شرق شبه الجزيرة العربية، ووسط شبه الجزيرة العربية، والمدينة المنورة في الحجاز، وموقع غير محدد يسمى جزم.

## شرق شبه الجزيرة العربية وساحل الخليج (إقليم البحرين)

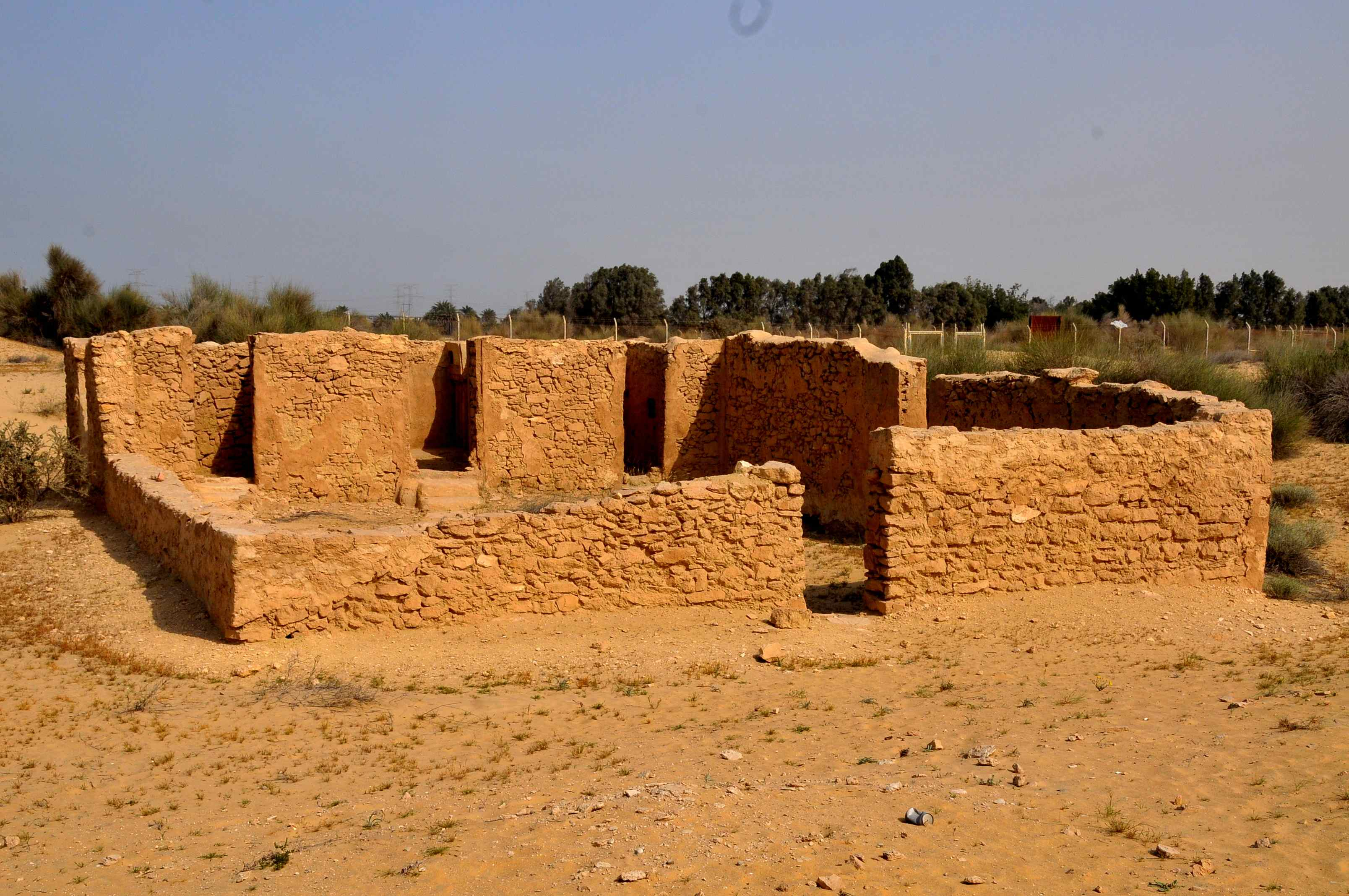
كنيسة الجبيل في شرق المملكة العربية السعودية، بالقرب من القطيف، وهي من أقدم المستوطنات البشرية في تلك المنطقة. يُعتقد أن بقايا القرن الرابع هي واحدة من أقدم مباني الكنائس الباقية في العالم.

### الملخص
أصبحت المسيحية حاضرة على طول الساحل الشرقي لشبه الجزيرة العربية بحلول أواخر القرن الرابع، وتظهر أدلة على التنظيم الجوهري بحلول القرن الخامس عندما ظهرت لأول مرة في سجلات المجامع التي عقدتها المجتمعات المسيحية الدولية ابتداءً من عام 410. ومنذ ذلك الحين، لا تزال الأساقفة والأديرة تُذكر في الخليج من السجلات التاريخية والأعمال المجمعية وسير القديسين والرسائل، وكلها في السجلات السريانية، مما يشير إلى وجود العديد من المجتمعات المسيحية في المنطقة، وتحديدًا من الطائفة النسطورية. في حين أن السجلات النصية استمرت في ذكر المجتمعات المسيحية حتى القرن السابع، فإن الأدلة على السكان المسيحيين الذين اكتشفوا أثريًا تشهد أيضًا على وجودهم من القرن السابع إلى القرن التاسع، وأيضًا توثيق وجود الكنائس والأديرة مثل كنيسة القطيف.

### بيت قطر
يزعم كتاب وقائع أربيل، الذي يبدو أنه يعود تاريخه إلى القرن السادس، أن أسقفية كانت موجودة بالفعل في بيت القطر (مصطلح سرياني الأصل لـوصف "أراضي القطريين") حوالي عام 225. ومع ذلك، فمن غير المحتمل أن يحدث هذا، وتعتبر الوثيقة مزورة برأي المتخصصين المعاصرين.
إن أول دليل ملموس على وجود مسيحي منظم للغاية في منطقة قطر الحديثة موجود في وصف المجامع التي عقدت في سلوقية-قطسيفون بين عامي 410 و776، كما هو موثق في المجمع الشرقي المسيحي [الإنجليزية] الذي يعود تاريخه إلى القرن الثامن. وقيل إن الأسقف القطري الموقع على هذا المجمع قد حل محل الأسقف السابق، مما أدى إلى تأخير تاريخ المسيحية المنظمة في هذه المنطقة إلى أواخر القرن الرابع. يُظهر المجمع أن هناك أربع أبرشيات موجودة في المنطقة المرتبطة ببلاد فارس. كانت أبرشية ماشماغيغ أقدم وأكبر هذه الأبرشيات المذكورة في مجمع عام 410، برئاسة الأسقف إيليا (إلياس). وكان آخر "أسقف ومتروبوليت" معروف في أرض قطر هو توماس، الذي وقع اسمه على المجمع في عام 676. كانت أبرشية دارين ، ثاني أكبر أبرشية، تقع في جزيرة تودورو (جزيرة تاروت الحديثة في محافظة القطيف) وتأسست خلال مجمع 410. وكان بقيادة الأسقف بولس. أما الأبرشية الثالثة، حجر، فقد تأسست أثناء مجمع عام 576م بقيادة الأسقف إسحق. وقد قسمها مجمع 676 إلى قسمين: أبرشية الحجر وأبرشية حتا. وفي هذا الحدث أصبحت حتا الأبرشية الرابعة والأخيرة التي تأسست في قطر. وفي وقت لاحق، نشأ إسحاق السوري (613-700)، المعروف أيضًا باسم إسحاق القطري، في قطر قبل أن يتم رسامته ويصبح راهبًا في العراق. ومن بين المسيحيين القطريين البارزين الآخرين الذين ولدوا في فترة ما قبل الإسلام جبريل القطري، وإبراهيم بن لبيب ، وأهوب من قطر.
وتذكر روايات أدبية أخرى أديرة إضافية. على سبيل المثال، وفقًا لحياة يونان، تم بناء دير على الجزيرة السوداء بين عامي 343 و346.
تم اكتشاف العديد من المواقع المسيحية في قطر ودول الخليج الأخرى في العقود الأخيرة، وقد تم تأريخها ما بين القرنين السادس والتاسع. لسوء الحظ، فإن عدم وجود نقوش مصاحبة لهذه الاكتشافات قد شكل صعوبات في تحديد تاريخ بقاياها.

### شرق المملكة العربية السعودية (إقليم البحرين)
تم اكتشاف كنيسة الجبيل في عام 1986، وهي كنيسة تقع بالقرب من مدينة الجبيل الحديثة في شمال شرق شبه الجزيرة العربية، ولعلها كانت امتداد لمدينة القطيف، لأن القطيف كانت المستوطنة الوحيدة الموجودة وقتئذٍ في تلك المنطقة، خاصةً مع وجود ثاني أكبر أبرشية، في جزيرة تودورو (جزيرة تاروت الحديثة في محافظة القطيف) والتي تأسست خلال مجمع 410. كما تم اكتشاف مواقع مسيحية في جبيل وثاج وأخيراً كيلوا، حيث تعد كيلوا الموقع المسيحي الوحيد الذي تم اكتشافه في شرق شبه الجزيرة العربية والذي لا يقع إما بالقرب من الساحل. على الرغم من أن البعض يرجع تاريخه إلى القرن الرابع، إلا أنه في الآونة الأخيرة تم إعادة تأريخه إلى منتصف القرن السابع.

### دول الخليج الأخرى
وقد تم التوصل إلى العديد من الاكتشافات الأثرية الإضافية في أماكن أخرى من دول الخليج. وفي عُمان، تم إنشاء أبرشية باسم بيت مزوناي في مجمع عام 424 تحت قيادة الأسقف يوحنا. وقد تم ذكره مرة أخرى في المجامع التي عقدت في أعوام 544، و576، و767. في منتصف القرن السابع، أرسل بطريرك كنيسة المشرق، إيشوياب، رسالة إلى القطريين وصف فيها وجود العديد من المجتمعات المؤمنة، بما في ذلك تالون، وهي الآن جزيرة من جزر البحرين. وقد ذكر الأصمعي في حديثه عن شخصية ابن يامين أن أهل يامين كانوا نصارى في البحرين. وهذا يتفق مع أصل اسمهم اليهودي أو المسيحي، المرتبط بالكلمة العبرية بنيامين أو بنيامين، "والتي تعني ابن الجانب الأيمن"؛ ولكن لفظ البحرين سابقًا كان يشير لكل المستوطنات في شرق شبه الجزيرة مثل الأحساء والقطيف وأوال (جزيرة البحرين اليوم)، لذلك قد لا تكون إشارة الأصمعي مخصوصة لدولة البحرين الحديثة، بل لبعض المناطق المحيطة فيها والتي تقع اليوم في السعودية.
تم اكتشاف دير في جزيرة صير بني ياس، وهي جزيرة في دولة الإمارات العربية المتحدة. ويحتوي على زخارف تشبه تلك المعروفة في الحيرة بالعراق. ومن أكثرها إثارة للإعجاب هو دير تم اكتشافه في منطقة القصور في جزيرة فيلكا في الكويت. تم اكتشاف دير أيضًا في جزيرة خرج في إيران، والتي تقع على بعد 40 كيلومترًا من ساحل البحرين.
يعد تأريخ هذه المواقع الأثرية مثيرا للجدل. يشير التأريخ الجديد والتي يستخدم تقنيات حديثة إلى أنها بنيت في العصر الإسلامي، فربما ظل بعض السكان على المسيحية وأسلموا تدريجيًّا على الرغم من أن هذا الرأي لا يحظى بدعم إجماعي في الوقت الحاضر.

## غرب شبه الجزيرة العربية

### التقليد
يزعم عرفان شهيد أن هناك أدلة قوية على المسيحية في مكة متوفرة من المصادر الإسلامية. تقول التقاليد أن الكعبة كانت تضم أصنامًا لمريم، والدة عيسى ، وتذكر أماكن بأسماء تبدو مسيحية في مكة أو بالقرب منها، مثل "مقبرة المسيحيين" ( مقبرة النصارى )، و"مساجد مريم" (مسجد مريم) و"موقف النصارى". يذكر التقليد الزاهدين والرهبان المسيحيين الذين تفاعل معهم محمد في الحجاز، بما في ذلك بحيرة، ورقة بن نوفل، وقوص بن سعيدة الإيادي. ويبين شهيد أن التقاليد تذكر الإثيوبيين كثيرًا في سيرة محمد. وبالإضافة إلى تحول مملكة أكسوم في إثيوبيا إلى المسيحية في القرن الرابع الميلادي، يستنتج شهيد أن هذه الشخصيات التاريخية كانت على الأرجح مسيحية. علاوةً على ذلك، فإن العديد من الأمثلة على المفردات الدينية في القرآن الكريم هي كلمات موجودة أيضًا في اللغة الإثيوبية.

### النقوش
لا يظهر غرب الجزيرة العربية في قوائم الأساقفة أو في السير الذاتية الكنسية وحتى وقت قريب كان هناك جدل حول وجود أدلة ملموسة قليلة على وجود المسيحيين في هذه المنطقة، بما في ذلك بالقرب من مكة والمدينة. على الرغم من عدم وجود نقوش مسيحية معروفة حتى الآن من المنطقة المحيطة بمكة أو المدينة مباشرة، فمن المرجح أن يكون هذا بسبب حقيقة عدم إجراء أي مسوحات كتابية منهجية أو حفريات أثرية للمواقع ما قبل الإسلام في هذه المناطق.
في عام 2017، تم نشر نقش مسيحي من شمال غرب شبه الجزيرة العربية في منطقة الجوف، والمعروف باسم نقش دومة الجندل (DaJ144PAr1). يحتوي النقش على صليب ويستخدم أيضًا اللقب الإلهي "الإله" و"اله" ، وهو شكل غير مختصر من كلمة الله نشأ بين المسيحيين العرب. ربما استخدم المسيحيون هذا الشكل غير المختصر كشكل متماثل أو تقليد للتعبير اليوناني ho theos، وهو نفس الشكل الذي تم به تقديم الكلمة العبرية ʾĕlōhîm في الترجمة السبعينية. استمر المسيحيون في استخدام هذا الشكل غير المختصر حتى القرن العاشر، حتى ظهر شكل "الله" في القرآن الكريم بلامين متتاليين بدون همزة. ومن الأمثلة على ذلك في العصر الإسلامي نقش يزيد. ولكن جميع هذه الكلمات لها نفس النطق، إنما تختلف في الكتابة. ومن المرجح أيضًا أن نقشًا آخر من عصور ما قبل الإسلام في دومة الجندل، DaJ000NabAr1، قد ألفه مسيحي.
في عام 2018، تم نشر إحدى عشر نقشًا مكتوبًا باللغة اليونانية تعود لمنطقتي عرنيات وأم جضايض، شمال غربي الحجر (مدائن صالح) في المملكة العربية السعودية. يعود تاريخها إلى القرنين الثاني والرابع، ومن الواضح أن بعضها مسيحي. على سبيل المثال، يحتوي UJadhGr 10 على صليب منقوش. يقرأ ArGr1 "تذكر بطرس!"، وهو ما يشير إلى اسم مسيحي نموذجي.

### القرآن الكريم
القرآن الكريم، والذي يُقبَل عمومًا أنه جاء من غرب شبه الجزيرة العربية، على دراية بمجموعة من المعتقدات المسيحية وشكل من أشكال المسيحية المؤسسية. على سبيل المثال، يشير إلى المؤسسات والسلطات في المجتمع المسيحي بما في ذلك الأديرة والكهنة والمشرفين.

## التواصل مع المسيحية في الشرق الأدنى
وكانت العديد من المدن المسيحية الواقعة شمال شبه الجزيرة العربية بمثابة نقاط اتصال بين المتحدثين باللغة العربية واللغات الأخرى. على سبيل المثال، كانت الحيرة، عاصمة قبيلة المناذرة العربية الواقعة في جنوب بلاد ما بين النهرين، بمثابة نقطة التقاء بين اللغة العربية والسريانية والفارسية. بالإضافة إلى ذلك، فقد سيطرت على التجارة عبر الجزيرة العربية من بلاد ما بين النهرين إلى جنوب الجزيرة العربية.
وكانت مدينة أخرى، وهي البتراء، موقعًا للثنائية اللغوية الآرامية والعربية. علاوة على ذلك، يحتوي اثنان من النقوش العربية الثلاثة في سوريا في الفترة ما قبل الإسلام أيضًا على نص يوناني، على الرغم من كون السكان عربًا.

## طالع أيضًا
- اللغة العربية القديمة

## روابط خارجية
- المسيحية في الخليج العربي (قاعدة بيانات الجزيرة العربية القديمة)
- نجران (قاعدة بيانات الجزيرة العربية القديمة)